# Schillhofen
Schillhofen ist ein Ortsteil der Gemeinde Röhrmoos im oberbayerischen Landkreis Dachau.

## Lage
Die Einöde liegt nur einen knappen halben Kilometer vom südlichen Ortsrand des Hauptortes Röhrmoos entfernt. Es gehörte bereits vor der Gebietsreform in Bayern zur Gemeinde Röhrmoos.

## Geschichte
Um 1168 wird der Ort erstmals als „Shilinhofen“ urkundlich erwähnt. Seit 1500 sind dort zwei Bauernhöfe nachweisbar, stets mit den Hausnamen „Jakerbauer“ und „Michlbauer“.